# Pieter Caland

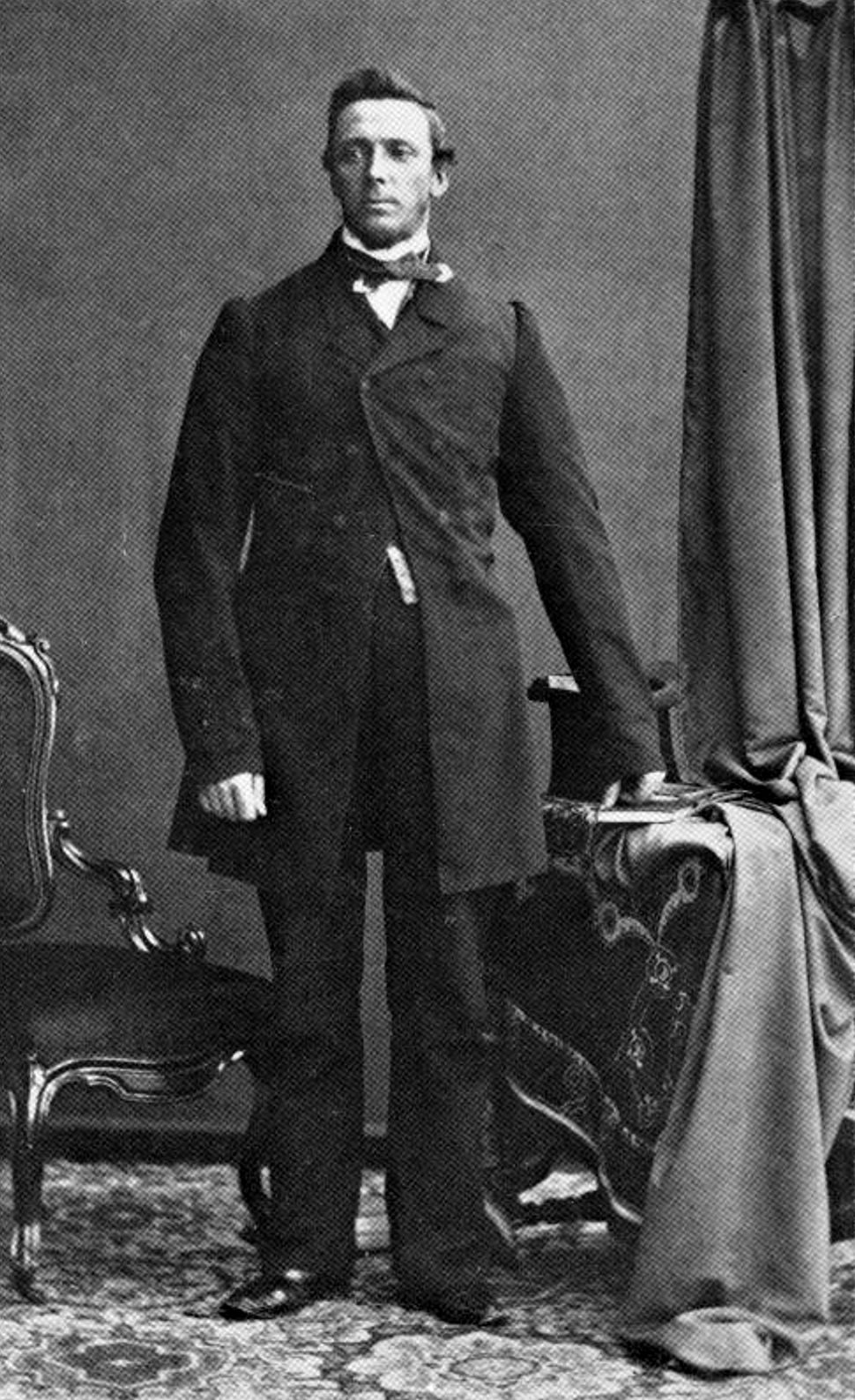
Pieter Caland zwischen 1860 und 1870

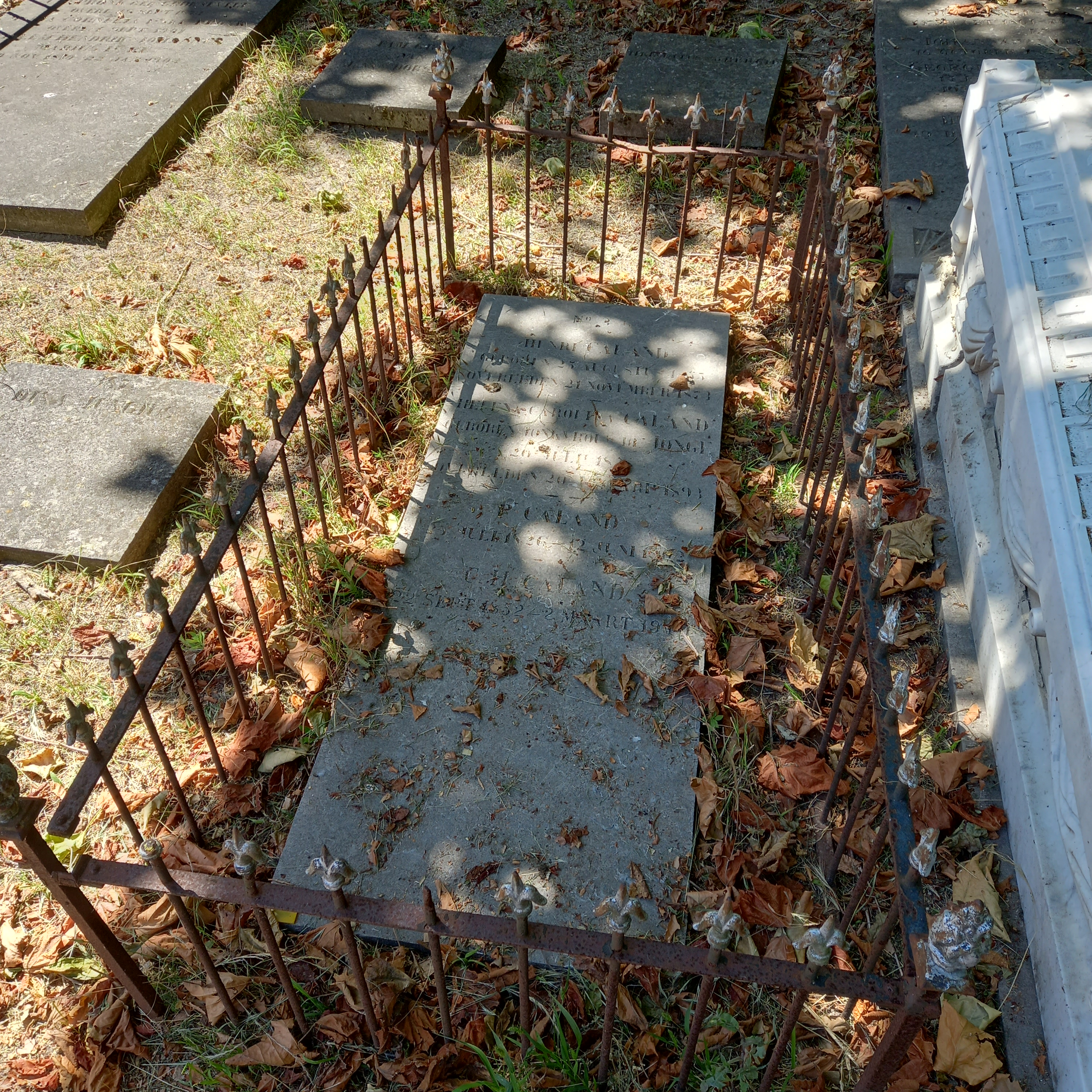
Das Grab von Pieter Caland und seiner Ehefrau Helena Carolina geborene Jonkvrouw de Jonge im Familiengrab auf dem Friedhof Oud Eik en Duinen in Den Haag

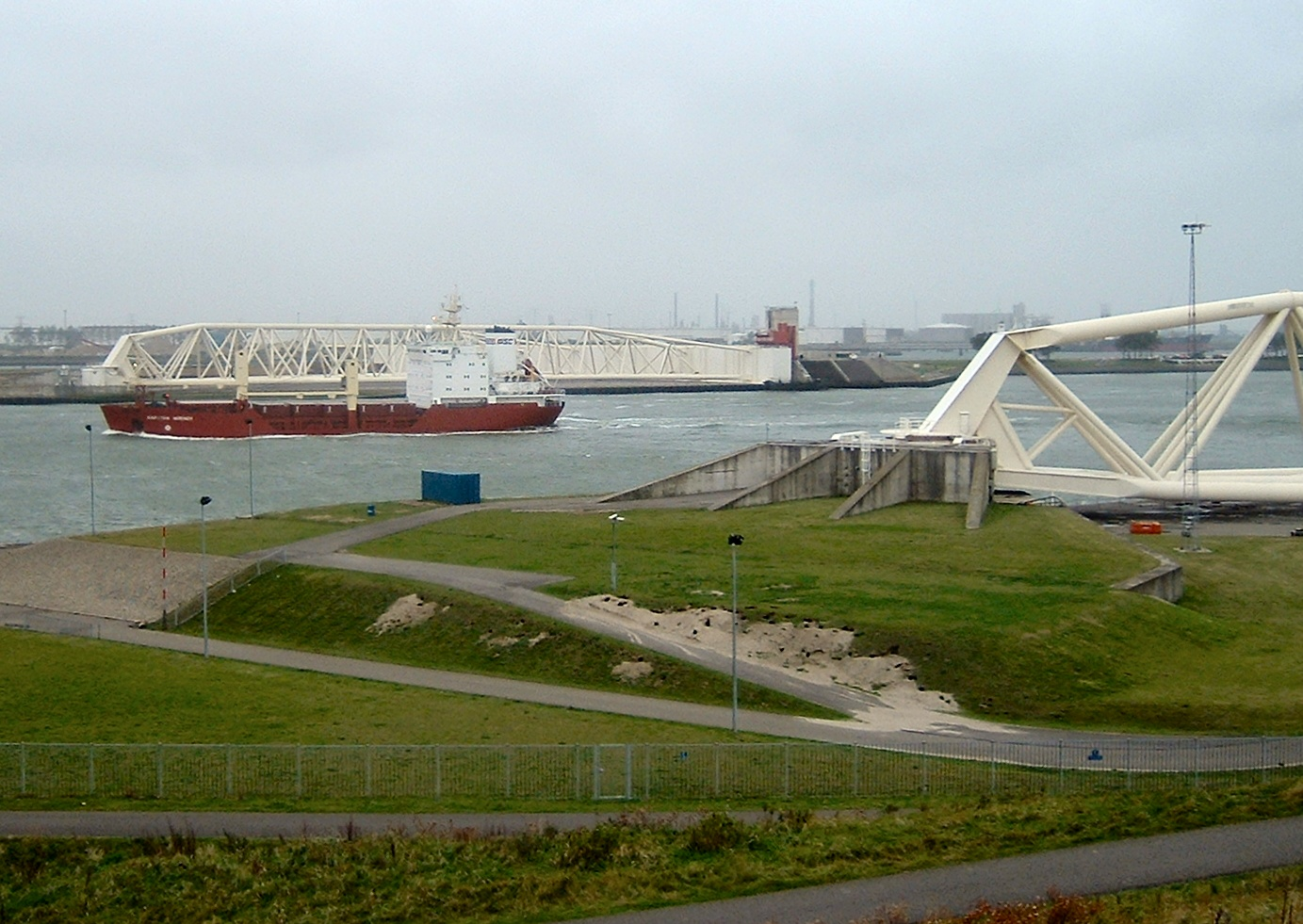
Schiff in der Mündung des Nieuwe Waterweg in die Nordsee (2005)

Pieter Caland (* 23. Juli 1826 in Zierikzee; † 12. Juli 1902 in Wageningen) war ein niederländischer Wasserbauingenieur.

## Leben
Für die nationale Wasser- und Schifffahrtsbehörde Rijkswaterstaat leitete er von 1866 bis 1872 den Entwurf und die Ausführung des Nieuwe Waterweg, des künstlichen Rheinarms, der von Rotterdam durch den Hafen in die Nordsee führt.
Das visionäre Projekt lief nicht ohne Probleme und Rückschläge ab. Ein Abschnitt des Kanals musste durch eine breite Dünenreihe gegraben werden. Mit aufwändigen Maßnahmen musste verhindert werden, dass die Fahrrinne wieder verschlammte. Diese und andere unerwartete Mehrausgaben führten zu einer deutlichen Überschreitung des Kostenrahmens, für den Caland heftig kritisiert wurde.
Der Aufstieg des Rotterdamer Hafens zum größten Seehafen der Welt machte den Bau Jahrzehnte später jedoch in voller Höhe bezahlt.
Sein Grab befindet sich auf dem niederländischen Friedhof Oud Eik en Duinen in Den Haag. 

## Ehrungen
- Ein Kanal und eine Brücke im Hafen (in der Nähe von Rozenburg) und eine Linie der Rotterdamer U-Bahn sind nach Caland benannt.
- Das 1906 in Rotterdam auf dem damaligen Van Hogendorpsplein errichtete Caland-Denkmal, auf Niederländisch „Calandmonument“, wurde 1938 an die Rotterdamer Veerkade versetzt.